# Gylippus quaestiunculus
Espèce
Gylippus quaestiunculus est une espèce de solifuges de la famille des Gylippidae.

## Distribution
Cette espèce est endémique de Turquie.

## Description
Le mâle décrit par Roewer en 1933 mesure 15 mm et la femelle 20 mm.

## Publication originale
- Karsch, 1880 : Zur Kenntnis der Galeodiden. Archiv für Naturgeschichte, vol. 46, no 1, p. 228-243 (texte intégral).